# Campeonato Europeo de la UEFA Sub-19 2002
El Campeonato Europeo de la UEFA Sub-19 2002 fue la primera edición bajo el nuevo formato del torneo de fútbol categoría juvenil más importante de Europa, el cual se realizó en Noruega del 21 al 28 de julio y contó con la participación de 8 selecciones provenientes de una ronda eliminatoria.

Los clasificados al torneo.

España venció en la final a Alemania para conseguir su cuarto título continental de la categoría.

## Participantes
- Alemania
- Bélgica
- Eslovaquia
- España
- Inglaterra
- Irlanda
- Noruega
- República Checa

## Sedes
| Estadio              | Ciudad      | Equipo(s) Local(es) | Capacidad |
| -------------------- | ----------- | ------------------- | --------- |
| Gjemselund Stadion   | Kongsvinger | Kongsvinger         | 2,750     |
| Melløs Stadion       | Moss        | Moss                | 10,000    |
| Hønefoss idrettspark | Hønefoss    | Hønefoss            | 4,000     |
| Åråsen Stadion       | Lillestrøm  | Lillestrøm          | 11,637    |
| Nadderud Stadion     | Bærum       | Stabæk              | 7,000     |
| Marienlyst Stadion   | Drammen     | Strømsgodset        | 7,500     |
| Ullevaal Stadion     | Oslo        | Lyn Vålerenga       | 25,572    |

## Fase de grupos

### Grupo A
| País            | J | G | E | P | GF | GC | GD | PTS |
| --------------- | - | - | - | - | -- | -- | -- | --- |
| España          | 3 | 2 | 1 | 0 | 7  | 2  | +5 | 7   |
| Eslovaquia      | 3 | 2 | 0 | 1 | 11 | 6  | +5 | 6   |
| República Checa | 3 | 1 | 1 | 1 | 4  | 6  | -2 | 4   |
| Noruega         | 3 | 0 | 0 | 3 | 1  | 9  | -8 | 0   |

| 21 de julio de 2002 | Noruega              | 1 – 5   | Eslovaquia                                                 | Gjemselund Stadion, Kongsvinger |                                 |
|                     | Grindheim 90' (pen.) | Reporte | Kurty 28' · Šebo 37' · Konečný 59' · Labun 75' · Jurko 86' | Árbitro(s): Georgios Kasnaferis | Árbitro(s): Georgios Kasnaferis |

| 21 de julio de 2002 | España      | 1 – 1   | República Checa | Melløs Stadion, Moss      |                           |
|                     | Iniesta 63' | Reporte | Svěrkoš 78'     | Árbitro(s): Darko Čeferin | Árbitro(s): Darko Čeferin |

| 23 de julio de 2002 | Noruega | 0 – 3   | España                     | Hønefoss idrettspark, Hønefoss |                             |
|                     |         | Reporte | Reyes 22' 68' · Torres 54' | Árbitro(s): Emil Božinovski    | Árbitro(s): Emil Božinovski |

| 23 de julio de 2002 | Eslovaquia                                                   | 5 – 2   | República Checa                | Åråsen Stadion, Lillestrøm |                         |
|                     | Žofčák 16' · Halenár 33' (pen.) · Šebo 46' 65' · Sloboda 87' | Reporte | Fořt 21' (pen.) · Dosoudil 34' | Árbitro(s): Paulo Costa    | Árbitro(s): Paulo Costa |

| 25 de julio de 2002 | República Checa | 1 – 0   | Noruega | Nadderud Stadion, Bærum |                         |
|                     | Rada 4'         | Reporte |         | Árbitro(s): Sten Kaldma | Árbitro(s): Sten Kaldma |

| 25 de julio de 2002 | Eslovaquia | 1 – 3   | España                               | Marienlyst Stadion, Drammen |                           |
|                     | Čech 6'    | Reporte | Sergio García 15' · Torres 65' 90+1' | Árbitro(s): Edo Trivković   | Árbitro(s): Edo Trivković |

### Grupo B
| País       | J | G | E | P | GF | GC | GD | PTS |
| ---------- | - | - | - | - | -- | -- | -- | --- |
| Alemania   | 3 | 2 | 1 | 0 | 8  | 4  | +6 | 7   |
| Irlanda    | 3 | 2 | 0 | 1 | 5  | 6  | -1 | 6   |
| Inglaterra | 3 | 0 | 2 | 1 | 6  | 7  | -1 | 2   |
| Bélgica    | 3 | 0 | 1 | 2 | 3  | 5  | -2 | 1   |

| 22 de julio de 2002 | Inglaterra                        | 3 – 3   | Alemania                         | Nadderud Stadion, Bærum |                         |
|                     | Ashton 9' · Thomas 30' · Cole 73' | Reporte | Volz 4' · Lahm 90' · Hanke 90+3' | Árbitro(s): Sten Kaldma | Árbitro(s): Sten Kaldma |

| 22 de julio de 2002 | Bélgica     | 1 – 2   | Irlanda             | Marienlyst Stadion, Drammen |                         |
|                     | Blondel 51' | Reporte | Daly 26' (pen.) 69' | Árbitro(s): Sten Kaldma     | Árbitro(s): Sten Kaldma |

| 24 de julio de 2002 | Inglaterra | 1 – 1   | Bélgica      | Gjemselund Stadion, Kongsvinger |                           |
|                     | Ashton 75' | Reporte | Janssens 82' | Árbitro(s): Darko Čeferin       | Árbitro(s): Darko Čeferin |

| 24 de julio de 2002 | Alemania                                 | 3 – 0   | Irlanda | Melløs Stadion, Moss            |                                 |
|                     | Riether 22' · Trochowski 57' · Hanke 79' | Reporte |         | Árbitro(s): Georgios Kasnaferis | Árbitro(s): Georgios Kasnaferis |

| 26 de julio de 2002 | Irlanda                                   | 3 – 2   | Inglaterra                     | Hønefoss idrettspark, Hønefoss |                         |
|                     | Daly 54' (pen.) · Paisley 73' · Kelly 74' | Reporte | Carter 11' · Ashton 45' (pen.) | Árbitro(s): Paulo Costa        | Árbitro(s): Paulo Costa |

| 26 de julio de 2002 | Alemania               | 2 – 1            | Bélgica         | Åråsen Stadion, Lillestrøm  |                             |
|                     | Volz 36' · Odonkor 72' | [Report Reporte] | Vandenbergh 32' | Árbitro(s): Emil Božinovski | Árbitro(s): Emil Božinovski |

## Fase final

### Tercer lugar
| 28 de julio de 2002 | Eslovaquia             | 2 – 1   | Irlanda     | Ullevaal Stadion, Oslo  |                         |
|                     | Bruško 56' · Jurko 75' | Reporte | Brennan 53' | Árbitro(s): Sten Kaldma | Árbitro(s): Sten Kaldma |

### Final
| 28 de julio de 2002 | España     | 1 – 0   | Alemania | Ullevaal Stadion, Oslo                                    |                                                           |
|                     | Torres 55' | Reporte |          | Asistencia: 16,464 espectadores Árbitro(s): Darko Čeferin | Asistencia: 16,464 espectadores Árbitro(s): Darko Čeferin |

## Campeón
| Eurocopa Sub-19 2002 |
| -------------------- |
| Bandera de España    |
| España 4º Título     |

## Clasificados al Mundial Sub-20
| - República Checa - Inglaterra | - España - Alemania | - Irlanda - Eslovaquia |